# Boeing E-767
Boeing E-767 je reaktivno letalo za zgodnje opozarjanje in komandni center.V bistvu gre za sisteme od Boeing E-3 Sentry (AWACS), nameščene na Boeing 767-200. Edini uporabnik so Japonske letalske sile. 

## Specifikacije (E-767)
Podatki iz 767 AWACS B767-200
Splošne karakteristike
- Posadka: 2 pilota, 8-10 operaterjev sistemov
- Dolžina: 159 ft 2 in (48,5 m)
- Razpon kril: 156 ft 1 in (47,6 m)
- Višina: 52 ft (15,8 m)
- Teža praznega letala: 188705 lb (85595 kg)
- Naložena teža: 284110 lb (128870 kg)
- Maks. vzletna teža: 385000 lb (175000 kg)
- Pogon letala: 2 × General Electric CF6-80C2 turbofan, 61500 lbf (282 kN) vsak

 Zmogljivost 
- Maks. hitrost: Mach 0,86
- Potovalna hitrost: Mach 0,80 (530 mph, 851 km/h)
- Doseg: 5600 nmi (10370 km)
- Višina leta: 40100 ft (12200 m)
- Čas leta: 9,25-13 ur (brez prečrpavanja goriva)

Letalska elektronika

- Northrop Grumman AN/APY-2 Doppler radar